# Хуаньжень-Маньчжурський автономний повіт
41°16′01″ пн. ш. 125°21′01″ сх. д. / 41.26703° пн. ш. 125.35028° сх. д.
Хуаньжень-Маньчжурський автономний повіт (кит. 桓仁满族自治县, пін. Huánrén Mănzú Zìzhìxiàn) — один із повітів КНР у складі префектури Беньсі, провінція Ляонін. Адміністративний центр — містечко Хуаньжень.

## Географія
Хуаньжень-Маньчжурський автономний повіт у середньому лежить на висоті близько 250 метрів над рівнем моря на річці Хунь (басейн Ялуцзян).

### Клімат
Повіт знаходиться у зоні, котра характеризується вологим континентальним кліматом з теплим літом. Найтепліший місяць — липень із середньою температурою 23,2 °C. Найхолодніший місяць — січень, із середньою температурою -12 °С.
| Клімат повіту Хуаньжень-Маньчжур                   | Клімат повіту Хуаньжень-Маньчжур | Клімат повіту Хуаньжень-Маньчжур | Клімат повіту Хуаньжень-Маньчжур | Клімат повіту Хуаньжень-Маньчжур | Клімат повіту Хуаньжень-Маньчжур | Клімат повіту Хуаньжень-Маньчжур | Клімат повіту Хуаньжень-Маньчжур | Клімат повіту Хуаньжень-Маньчжур | Клімат повіту Хуаньжень-Маньчжур | Клімат повіту Хуаньжень-Маньчжур | Клімат повіту Хуаньжень-Маньчжур | Клімат повіту Хуаньжень-Маньчжур | Клімат повіту Хуаньжень-Маньчжур |
| Показник                                           | Січ.                             | Лют.                             | Бер.                             | Квіт.                            | Трав.                            | Черв.                            | Лип.                             | Серп.                            | Вер.                             | Жовт.                            | Лист.                            | Груд.                            | Рік                              |
| Середній максимум, °C                              | −5                               | 0,3                              | 6,8                              | 15,9                             | 22,4                             | 26                               | 28,2                             | 27,7                             | 23,2                             | 15,7                             | 5,2                              | −3,1                             | 13,6                             |
| Середня температура, °C                            | −12                              | −7,2                             | 0,6                              | 9,1                              | 15,7                             | 20,2                             | 23,2                             | 22,2                             | 16,1                             | 8,5                              | −0,4                             | −8,9                             | 7,3                              |
| Середній мінімум, °C                               | −17,6                            | −13,2                            | −4,8                             | 2,8                              | 9,4                              | 15,1                             | 19,3                             | 18,3                             | 11                               | 2,7                              | −5,1                             | −13,9                            | 2                                |
| Норма опадів, мм                                   | 5.8                              | 11.2                             | 18.3                             | 39.4                             | 68.6                             | 107.4                            | 208                              | 220.9                            | 71.6                             | 49.5                             | 32.6                             | 9.8                              | 843.1                            |
| Вологість повітря, %                               | 65                               | 60                               | 56                               | 53                               | 61                               | 72                               | 81                               | 83                               | 79                               | 69                               | 67                               | 67                               | 68                               |
| -------------------------------------------------- | -------------------------------- | -------------------------------- | -------------------------------- | -------------------------------- | -------------------------------- | -------------------------------- | -------------------------------- | -------------------------------- | -------------------------------- | -------------------------------- | -------------------------------- | -------------------------------- | -------------------------------- |
| Джерело: Дані метеостанції №54365 (КНР, 1991-2020) |                                  |                                  |                                  |                                  |                                  |                                  |                                  |                                  |                                  |                                  |                                  |                                  |                                  |